# Dieter Kraemer
Pour les articles homonymes, voir Kramer.
Dieter Kraemer, né le 8 février 1937 à Hambourg (Allemagne), est un artiste peintre allemand et professeur de beaux-arts.

## Biographie
Dieter Kraemer vit et travaille Cologne.